# Кевин Дойл
Кевин Едуърд Дойл (на английски: Kevin Edward Doyle) е ирландски футболист, играч от лятото на 2009 г. на английския клуб „ФК Улвърхамптън Уондърърс“. Роден е на 18 септември 1983 г. в село Адамстаун в Република Ирландия. Играе като нападател.

## Кариера
Ирландският нападател започва кариерата си в Адамстаун, като първия професионален отбор, в който играе, е „Сейнт Патрикс Атлетик“. През февруари 2003 г. преминава в „Корк Сити“. След като играе като дясно крило е преквалифициран като нападател. Избран за футболист на сезона на „Корк Сити“.
През юли 2005 г. Дойл подписва договор за две години с английския „Рединг“, който плаща на „Корк Сити“ €117 000. Въпреки че вече не е част от отбора, Дойл получава медал за първото място в ирландското първенство по футбол, което „Корк Сити“ печели през ноември 2005 г. Замислен е да бъде резервен вариант, но контузиите на някои футболисти от състава принуждават треньора Стийв Копъл да го включи в първия отбор. През четиригодишния си престой в „Рединг“ изиграва 154 мача с отбелязани 55 гола.
Дойл дебютира за младежкия национален отбор на Република Ирландия на 2 февруари 2004 г. срещу Португалия. Има 11 мача и 5 гола за Ирландия на световното първенство за младежи през 2003 г. Прави дебют за мъжкия национален отбор на Република Ирландия на 1 март 2006 г. срещу Швеция.